# ヌビアのピラミッド

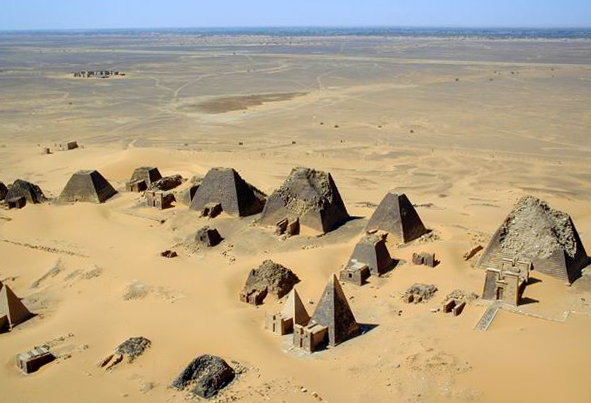
メロエの航空写真

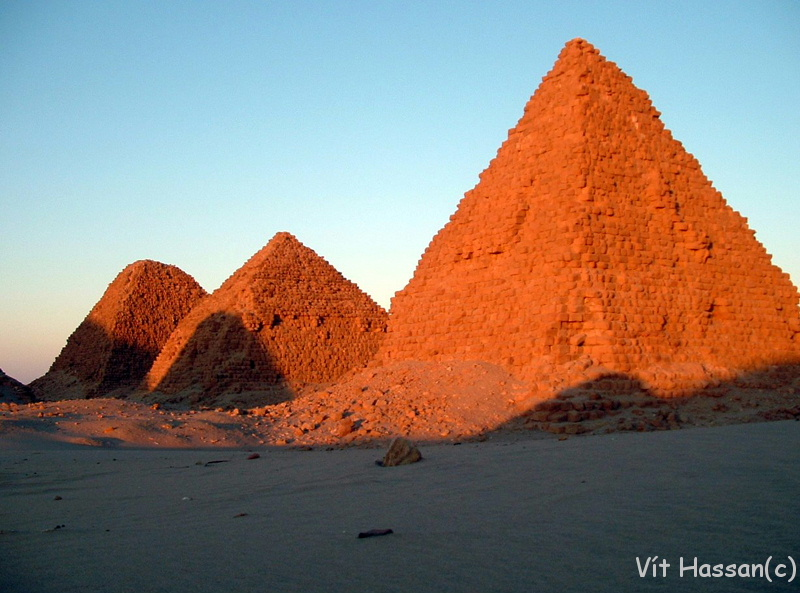
ヌリ遺跡のピラミッド

ヌビアのピラミッドはナイル川流域の「ヌビア」地域に栄えたクシュ文明の遺跡。エジプトのピラミッドの影響を受けている。
現代ではスーダン領となっているヌビア地域では古代に3つのクシュ文明が栄えた。最初はケルマに都し(B.C.2600-1520)、つぎにナパタ(B.C.1000-300)、最後にメロエを都とする王国 (B.C.300–A.D.300) が成立した。
ケルマはヌビア文明で最初の中央集権国家であり、その建築様式や埋葬形式はヌビア土着のものであった。ナパタとメロエは北方の強大なエジプト王国により文化的、経済的、政治軍事の側面でも大きな影響を受けた。やがてエジプトの強力なライバルとなったクシュはついに第25王朝でエジプトを征服、ナパタの王はファラオとして君臨した。
ナパタのエジプト統治は比較的短命で、B.C.656年のアッシリアの侵攻により終焉を迎えた。しかしナパタに与えた文化的な衝撃は巨大であり、ナパタの後継王朝であるメロエにおいてはピラミッド建築が爆発的に増加することになる。
数百年の間に、ナパタとメロエの王墓として、3つの遺跡におよそ220基のピラミッドが建てられた。1つはエル＝クル遺跡であり、カシュタ王とその息子ピイ王、さらにその子のシャバカ、シャバタカ、タンウェタマニの陵墓が残されている。14基のピラミッドは王妃のものであり、そのいくつかは著名な"warrior queens" (武人王妃)のものである。これらのピラミッドは3000年もの間にエジプトで建てられたおよそ120基のピラミッドに比肩するものである。
ナパタ後期のピラミッドはヌビア上流のナイル西岸ヌリに遺跡として残っている。この広大な墓所はアンラミ王、アスペルタ王を含む21人の王とその妃、王子たちのために建てられ、遺体は巨大な花崗岩の石棺に収められた。アスペルタ王の棺は15.5トンの重さであり、蓋の重さだけでも4トンに及んだ。なお、ヌリ遺跡最古にして最大のピラミッドはナパタ王にしてエジプト第25王朝ファラオでもあったタハルカのものである。
最も広大なヌビアのピラミッド遺跡はカーツームの約100km北方のメロエ遺跡であり、ナイル川の5番目と6番の滝の間に位置する。メロエ朝の40人を超える王と王妃の墓所となった。
ピラミッドは水平に並べられた石材を階段状に積み上げた構造で、傾斜は約70゜、高さは6メートルのものから30メートルに及ぶものまである。基礎部分は幅8メートルを殆ど上回ることがなく、その傍にエジプトの影響を受けた葬祭神殿が接続している。高さが同じ位のエジプトのピラミッドの場合、基礎の大きさは少なくとも5倍以上、傾斜角は40～50゜であろう。
拝殿の壁に残るレリーフには王墓の被葬者がミイラとなり、全身を宝石で覆われ木製のミイラ棺に収められる光景が描かれる。19世紀～20世紀の考古学調査により、ピラミッドからはエジプトやヘレニズム諸国との広範な貿易を示す遺品が発見されている。ヌビアのピラミッドはそのすべてが盗掘にあったと考えられていたが、水没したピラミッドには遺品が残っている可能性があるとして、近年ダイバーを使っての潜水調査が進められている。
メロエで発掘されたピラミッドは、工芸で飾られた大きな石塊と390もの巨石を含む数百の重量物を含んでいた。また、メロエ・ダムの水没地域からは両眼を塗りつぶされた雌牛が発掘され、同様に叩くと旋律を奏でる岩も見つかっている 。

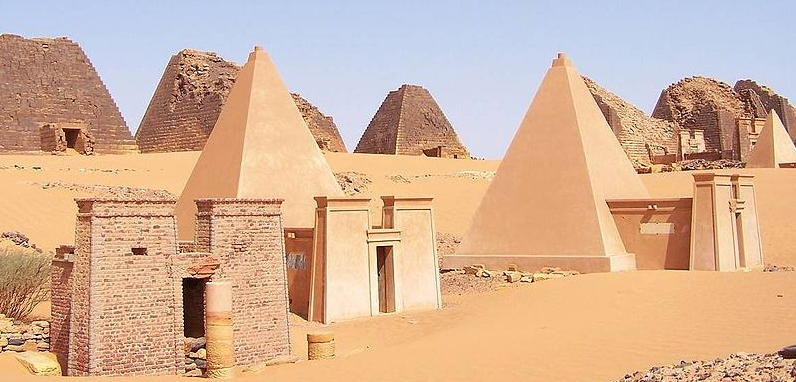
ヌビアのピラミッド広域写真